# Новогригорівка (Алчевський район)
Новогриго́рівка — село в Україні, у Зимогір'ївській міській громаді Алчевського району Луганської області. Населення становить 43 особи. До 2020 - орган місцевого самоврядування — Степівська сільська рада.
Знаходиться на тимчасово окупованій території України. 
Відповідно до Розпорядження Кабінету Міністрів України від 12 червня 2020 року № 717-р «Про визначення адміністративних центрів та затвердження територій територіальних громад Луганської області» увійшло до складу Зимогір'ївської міської громади.

## Географія
На північний захід від села проходить лінія розмежування сил на Донбасі (див. Мінська угода (2015)). Сусідні населені пункти: село Сміле на північному сході, Степове на сході, місто Зимогір'я на півдні, села Хороше на південному заході, Петровеньки на заході.

## Історія
19 жовтня 2014 року під час війни на сході України підрозділ збройних сил України знищив біля Новогригорівки блокпост терористів.

## Населення

### Мова
Розподіл населення за рідною мовою за даними перепису 2001 року:
| Мова       | Кількість | Відсоток |
| ---------- | --------- | -------- |
| російська  | 34        | 79.07%   |
| українська | 9         | 20.93%   |
| Усього     | 43        | 100%     |

За даними перепису 2001 року населення села становило 43 особи, з них 20,93% зазначили рідною українську мову, а 79,07% — російську.